# Dub Madej
Dub Madej, polsky Dąb Madej či Dąb Lubiechowski N, je solitérní památný strom - dub letní (Quercus robur L.) rostoucí u silnice Droga wojewódzka nr 125 ve vesnici Lubiechów Dolny ve gmině Cedynia v okresu Gryfino v Západopomořanském vojvodství v západním Polsku. Nachází se také na pravém břehu veletoku Odra a pravém břehu potoka Świergotka nedaleko polsko-německé státní hranice v geomorfologickém celku Pojezierze Myśliborskie a v krajinném parku Cedyński Park Krajobrazowy.

## Historie a popis
Dub Madej je ve strmém svahu a netradičně roste za opěrnou zdi a na opěrné zdi. Opěrná cihlová zeď byla postavená pravděpodobně před druhou světovou válkou při rozšiřování silnice a to za účelem zabránit vyvrácení stromu. Celek vytváří velmi zajímavou a jedinečnou kompozici, kterou stojí za tnavštívit. Podle údajů z roku 2021 byl obvod kmen ve výčetní výšce 6,13 m a výška stromu byla 22 m. Strom je památkově chráněn od 7. listopadu 2013.

## Další informace
Dub je celoročně volně přístupný a nachází se na cyklotrase Szlak Zielona Odra a turistických trasách Szlak Nadodrzański a Szlak Wzgórz Morenowych. V blískosti se nachází další památný dub letní Dub Pietrek.